# 曾心怡
曾心怡（约2002年—），香港一型糖尿病兼注意力不足過動症患者、登記護士，曾兩度成為香港電台節目《沒有牆的世界》的嘉賓。曾心怡在2002年或2003年出生，是家中的獨女。就讀小學二年級時確診注意力不足過動症，接受藥物治療後學業成績出現改善。在小學三年級升上小學四年級的暑假期間，她出現尿多、體重下降、腹痛等症狀。父親於是帶她求診，確診一型糖尿病，在接下來的日子需經常注射胰島素。
小五時於私立醫院的協助下改用胰岛素泵注射胰島素，以之取代原先的注射筆，成為首位使用胰岛素泵的一型糖尿病香港本地居民。2019年入讀護理學高級文憑課程，在2023年畢業，成為登記護士。她的目標是成為兒科糖尿病專科護士。

## 生平
曾心怡在2002年或2003年出生，是家中的獨女。就讀幼稚園時母親發現她經常無法專心完成家課。到了她就讀小學二年級時決定帶她求診，確定患有注意力不足過動症。接受藥物治療後學業成績出現改善。
但在小學三年級升上小學四年級的暑假期間，她出現尿多、體重下降、腹痛等症狀。平均每一小時需如廁一次，回校期間亦是如此，入睡後會為尿意醒來多次。父親於是帶她求診，確診一型糖尿病，住院接受胰島素治療，以後每天都需注射胰島素。曾心怡一家因為這一消息而遭受打撃，她自己該時害怕注射胰島素及扎手指驗血糖所帶來的痛楚，但後來克服了。
曾心怡在小五時於私立醫院的協助下改用胰岛素泵注射胰島素，以之取代原先的注射筆。使她成為首位使用胰岛素泵的一型糖尿病香港本地居民，並製造了機會給公立醫院的從業者學習胰岛素泵的用法。在校時師生沒有給她很大的特別待遇，以免製造標籤，但他們會多加留意其身體狀況。之後她及其家人沒有對內外隱瞞其病情，並会在餐前計算碳水化合物及量度血糖，以決定注射進體內的胰島素劑量。2013年時登上了香港電台節目《沒有牆的世界》。
她在2014年時就讀香港華人基督教聯會真道書院。期間因為有意欲參加香港兒童糖尿協會以騎單車環繞台灣為題的活動「健胰騎士夢環台」，而按母親的要求先學懂騎單車。兩天內學成，獲準參加活動，成為參與者當中最年輕的人士。當時她的身體比剛患上一型糖尿病時健壯。接著則用了三至五個月的時間訓練。訓練時曾因意外受傷，但仍繼續完成訓練。最後花四天的時間完成旅程，過程中曾因低血糖而跌倒。活動完結後她與活動中認識的四名一型糖尿病患者組成小組，一同舉辦單車活動。
2017年，曾心怡應香港管弦樂團邀請，在其籌款音樂會上表演。2019年，由於她在香港文憑試中的成績不達入讀她理想的大學學系要求，所以改入讀香港都會大學的護理學高級文憑課程。自2022年9月開始到當地醫院實習。她在2023年畢業，成為登記護士。同年再度成為《沒有牆的世界》的嘉賓。

## 人物
曾心怡小時候因為被灰姑娘在動畫中彈奏豎琴的畫面吸引，而去學習這種樂器。在患有一型糖尿病後由於要扎手指的關係，所以她便需要一邊忍痛一邊學習豎琴。除此以外亦曾學習芭蕾舞和中國舞，而在舞蹈過程中胰岛素泵會阻礙她的舞步。她愛好芝士蛋糕等甜食，在患上一型糖尿病後仍会進食甜食。但会为此调整胰岛素劑量及控制進食份量，並會查看各種食物的營養標籤。她在成為護士後的目標是成為兒科糖尿病專科護士。
《星島日報》的報導指她即使患有一型糖尿病，但「仍然不失活潑一面」。陳意軒在《晴報》上表示，若她最後真的成為兒科糖尿病專科護士，那麼這就是個「不可多得的理想」。